# World 3-Cushion Grand Prix 2021

Logo UMB (ausrichtender Verband)

Der World 3-Cushion Grand Prix 2021 ist eine Dreiband-Turnierserie in der Disziplin des Karambolagebillards und fand vom 5. bis zum 18. Juli 2021 in Wonju in der südkoreanischen Provinz Gangwon-do statt. Das Turnier wurde von der UMB und vom koreanischen Partner Five&Six ausgerichtet. Durch das hohe Preisgeld von 376.100.000 ₩ ist es eine der höchstdotierten Turnierserien der UMB.

## Geschichte
Nach der COVID-19-Pandemie entschloss sich die koreanische Five&Six-Billardorginisation in Verbindung mit der UMB, wieder ein internationales Turnier durchzuführen. Es wurden die ersten 21 Plätze der Weltrangliste (der Koreaner Cho Myung-woo (10) konnte aufgrund seines Militärdienstes nicht teilnehmen) zwei europäische und zwei koreanische Damen eingeladen. Die restlichen sieben Plätze wurden in einem Qualifikationsturnier unter koreanischen Spielern ermittelt. Alle europäischen Teilnehmer mussten vor dem Turnier in eine zweiwöchige Quarantäne in einem Hotel verbringen. Die Kosten übernahm die UMB.
Vier Teilnehmer (Marco Zanetti (2), Martin Horn (13), Jérémy Bury (15) und Nguyễn Đức Anh Chiến (16)) sagten aus diesem Grund und der Pandemie das Turnier ab. Ihre Startplätze wurden durch koreanische Teilnehmer besetzt.
Der Spanier Antonio Montes war vor Turnierbeginn als Ersatzspieler nominiert. Durch die Absage der gesetzten Spieler rückte er sofort ins Teilnehmerfeld.

## Turnierkommentar
Mit dem Niederländer und Weltranglistenersten Dick Jaspers gewann der beste Sportler das Turnier. Mit umgerechnet 74.000 € verdiente er sein bisher höchstes Preisgeld bei einem Internationalen Turnier. Die Sonderpreisgelder gingen an Lütfi Çenet für die Höchstserie von 23 Punkten (1.430 €), Dion Nelin für den besten Einzeldurchschnitt von 4,000 (1.430 €) und Tayfun Taşdemir für die höchste Punktzahl von 36 in einem 25-Minutensatz (750 €).
Für 2022 waren zwei weitere Turniere in diesem Format in Korea geplant, wurden aber wegen der Pandemiebestimmungen auf 2023 verlegt.

## Preisgeld
| Preisgeld ₩ | Preisgeld ₩ |
| ----------- | ----------- |
| Sieger      | 100.000.000 |
| Finalist    | 50.000.000  |
| 3. Platz    | 30.000.000  |
| 4. Platz    | 25.000.000  |
| 5. Platz    | 17.500.000  |
| 6. Platz    | 15.000.000  |
| 7. Platz    | 12.500.000  |
| 8. Platz    | 10.000.000  |
| 9. Platz    | 7.500.000   |
| 10. Platz   | 7.000.000   |
| 11. Platz   | 6.500.000   |
| 12. Platz   | 6.100.000   |
| 13. Platz   | 5.700.000   |
| 14. Platz   | 5.400.000   |
| 15. Platz   | 5.100.000   |
| 16. Platz   | 4.800.000   |

| Preisgeld ₩ | Preisgeld ₩ |
| ----------- | ----------- |
| 17. Platz   | 4.500.000   |
| 18. Platz   | 4.300.000   |
| 19. Platz   | 4.100.000   |
| 20. Platz   | 3.900.000   |
| 21. Platz   | 3.700.000   |
| 22. Platz   | 3.500.000   |
| 23. Platz   | 3.300.000   |
| 24. Platz   | 3.100.000   |
| 25. Platz   | 2.900.000   |
| 26. Platz   | 2.700.000   |
| 27. Platz   | 2.500.000   |
| 28. Platz   | 2.300.000   |
| 29. Platz   | 2.100.000   |
| 30. Platz   | 1.900.000   |
| 31. Platz   | 1.700.000   |
| 32. Platz   | 1.500.000   |

| Extra-Preisgelder ₩             | Extra-Preisgelder ₩ |
| ------------------------------- | ------------------- |
| Höchstserie                     | 2.000.000           |
| Bester Einzeldurchschnitt       | 2.000.000           |
| Höchste Punktzahl in 25 Minuten | 1.000.000           |
| Weltrekord (28 Punkte)          | 5.000.000           |
| Neuer Weltrekord                | 10.000.000          |
| Insgesamt                       | 376.100.000         |

## Turniermodus
Das Turnier war ein echtes Mammutturnier. Erst wurden vier Gruppen mit acht Teilnehmern gebildet. Gespielt wurde im Round-Robin-Modus. Danach spielten die vier Gruppenbesten in zwei Gruppen mit acht Teilnehmern wieder im Round-Robin-Modus gegeneinander. Erneut qualifizierten sich die vier Gruppenbesten für die letzte Gruppe mit acht Teilnehmern. Auch hier wurde wieder im Round-Robin-Modus gespielt. Nach Abschluss dieser Runde qualifizierten sich die vier Gruppenbesten für die letzte Runde. Der Sieger der Gruppe stand bereits im Finale. Platz 4 spielte gegen Platz 3. Der Sieger spielte gegen den Gruppenzweiten. Dieser Sieger spielte im Finale gegen den Gruppensieger um den Gesamtsieg. Das Finale wurde auf drei Gewinnsätze gespielt.
Das gleiche System wurde in der Verliererrunde gespielt, in der die vier Spieler die in der Gruppenphase jeweils Platz vier bis acht belegten. Der Sieger dieser Runde wurde 17.
Neu war bei diesem Turnier die Regelung im Satzsystem. Gespielt wurde nicht mehr bis 15 Punkte, sondern nach Zeit. Jeder Satz dauerte 25 Minuten. Der Spieler, der bei Ablauf der Zeit spielte, konnte seine Serie zu Ende spielen. Hatte ein Spieler nicht beide Sätze gewonnen, da auch unentschiedene Sätze möglich waren, gab es einen Entscheidungssatz. Dieser dauerte aber nur noch 15 Minuten. Wenn ein Spieler 17 Punkte erzielt hatte, war der Satz vorzeitig gewonnen. Pro Satz gab es ein Time-out. Der dritte (bzw. der fünfte Satz im Finale) wurde ohne Time-out ausgetragen.
In der Gruppenphase wurden erst die Matchpunkte (MP) gewertet, danach zählte das Satzverhältnis (Ba-Sets), vor der erzielten Punktedifferenz (Be-Score).
Die Shot clock stand auf 30 Sekunden.

## Teilnehmer
Plätze nach Weltrangliste
1. Dick Jaspers
2. Torbjörn Blomdahl
3. Eddy Merckx
4. Tayfun Taşdemir
5. Daniel Sánchez
6. Trần Quyết Chiến
7. Kim Haeng-jik
8. Sameh Sidhom
9. Semih Saygıner
10. Murat Naci Çoklu
11. Lütfi Çenet
12. Choi Sung-won
13. Heo Jung-han
14. Dion Nelin
15. Roland Forthomme
16. Nguyễn Quốc Nguyện
17. Nikos Polychronopoulos
18. Antonio Montes

Damen
1. Therese Klompenhouwer
2. Gülşen Degener
3. Han Ji-eun
4. Kim Jin-Ah

Koreanische Teilnehmer
1. Lee Choong-bok
2. Choi Wan-young
3. Hwang Bong-joo
4. Ahn Ji-hun
5. Cho Chi-yeon
6. Kim Jun-tae
7. Kang Ja-in
8. Kim Dong-hoon
9. Seo Chang-hoon
10. Cha Myeong-jong

## Erste Runde (Last 32)
Platz 1 bis 4 qualifizierten sich für die zweite Runde (Last 16).
| MP    | Match Points (Sieger = 2; Unentschieden = 1; Verlierer = 0) |
| Pkte. | Erzielte Karambolagen                                       |
| Aufn. | Benötigte Versuche                                          |
| GD    | Generaldurchschnitt                                         |
| BED   | Bester Einzeldurchschnitt eines Spielers                    |
| HS    | Höchstserie                                                 |
|       | Bester GD des Turniers                                      |
|       | Bester ED des Turniers                                      |
|       | Beste HS des Turniers                                       |
|       | 1. Platz (Gold)                                             |
|       | 2. Platz (Silber)                                           |
|       | 3. Platz (Bronze)                                           |

| Platz | Name               | Spiele | Pkte | Aufn. | GD    | BED   | MP | Ba-Sets | Ba-Score | 1.HS | 2.HS |
| ----- | ------------------ | ------ | ---- | ----- | ----- | ----- | -- | ------- | -------- | ---- | ---- |
| 1     | Dick Jaspers       | 6-0-1  | 275  | 131   | 2,099 | 3,769 | 18 | 10      | 119      | 20   | 16   |
| 2     | Semih Saygıner     | 4-0-3  | 263  | 164   | 1,603 | 2,800 | 12 | 1       | 25       | 13   | 12   |
| 3     | Choi Wan-young     | 4-0-3  | 211  | 119   | 1,773 | 2,818 | 12 | 1       | −15      | 12   | 8    |
| 4     | Nguyễn Quốc Nguyện | 3-2-2  | 221  | 156   | 1,416 | 1,950 | 11 | 1       | 24       | 10   | 7    |
| 5     | Dion Nelin         | 3-1-3  | 259  | 163   | 1,588 | 4,000 | 10 | 1       | −6       | 14   | 12   |
| 6     | Sameh Sidhom       | 3-0-4  | 232  | 170   | 1,364 | 1,958 | 9  | −2      | −3       | 14   | 12   |
| 7     | Lee Choong-bok     | 2-1-4  | 232  | 166   | 1,397 | 1,952 | 7  | −2      | −29      | 7    | 7    |
| 8     | Han Ji-eun         | 1-0-6  | 154  | 159   | 0,958 | 1,000 | 3  | −10     | −115     | 7    | 7    |

| Platz | Name                   | Spiele | Pkte | Aufn. | GD    | BED   | MP | Ba-Sets | Ba-Score | 1.HS | 2.HS |
| ----- | ---------------------- | ------ | ---- | ----- | ----- | ----- | -- | ------- | -------- | ---- | ---- |
| 1     | Murat Naci Çoklu       | 5-0-2  | 302  | 139   | 2,172 | 2,769 | 15 | 7       | 67       | 14   | 9    |
| 2     | Nikos Polychronopoulos | 5-0-2  | 281  | 142   | 1,978 | 2,368 | 15 | 5       | 38       | 12   | 10   |
| 3     | Torbjörn Blomdahl      | 5-0-2  | 241  | 139   | 1,733 | 2,307 | 15 | 5       | 37       | 10   | 10   |
| 4     | Hwang Bong-joo         | 4-0-3  | 226  | 149   | 1,516 | 3,000 | 12 | 2       | 18       | 10   | 10   |
| 5     | Kim Haeng-jik          | 4-0-3  | 266  | 138   | 1,927 | 2,894 | 10 | 1       | −6       | 14   | 12   |
| 6     | Ahn Ji-hun             | 3-0-4  | 231  | 176   | 1,312 | 1,904 | 9  | −3      | −54      | 10   | 8    |
| 7     | Roland Forthomme       | 1-0-6  | 223  | 172   | 1,296 | 1,636 | 3  | −6      | −14      | 7    | 7    |
| 8     | Kim Jin-Ah             | 1-0-6  | 148  | 162   | 0,913 | 1,129 | 3  | −11     | −118     | 10   | 4    |

| Platz | Name             | Spiele | Pkte | Aufn. | GD    | BED   | MP | Ba-Sets | Ba-Score | 1.HS | 2.HS |
| ----- | ---------------- | ------ | ---- | ----- | ----- | ----- | -- | ------- | -------- | ---- | ---- |
| 1     | Kim Jun-tae      | 6-0-1  | 292  | 166   | 1,759 | 2,809 | 18 | 8       | 52       | 14   | 9    |
| 2     | Eddy Merckx      | 5-1-1  | 288  | 150   | 1,920 | 2,650 | 16 | 8       | 101      | 20   | 10   |
| 3     | Trần Quyết Chiến | 5-0-2  | 281  | 145   | 1,937 | 2,705 | 15 | 5       | 102      | 10   | 9    |
| 4     | Heo Jung-han     | 4-0-3  | 234  | 125   | 1,872 | 2,437 | 12 | 1       | −8       | 10   | 9    |
| 5     | Cho Chi-yeon     | 3-0-4  | 200  | 145   | 1,379 | 1,882 | 9  | 0       | −2       | 9    | 8    |
| 6     | Antonio Montes   | 2-0-5  | 216  | 166   | 1,301 | 2,217 | 6  | −6      | −49      | 8    | 7    |
| 7     | Kang Ja-in       | 1-1-5  | 222  | 148   | 1,500 | 2,050 | 4  | −5      | −27      | 13   | 9    |
| 8     | Gülşen Degener   | 1-0-6  | 106  | 178   | 0,595 | 0,821 | 3  | −11     | −169     | 4    | 4    |

| Platz | Name                  | Spiele | Pkte | Aufn. | GD    | BED   | MP | Ba-Sets | Ba-Score | 1.HS | 2.HS |
| ----- | --------------------- | ------ | ---- | ----- | ----- | ----- | -- | ------- | -------- | ---- | ---- |
| 1     | Tayfun Taşdemir       | 5-0-2  | 262  | 125   | 2,096 | 3,285 | 15 | 6       | 91       | 11   | 10   |
| 2     | Seo Chang-hoon        | 5-0-2  | 248  | 151   | 1,642 | 2,352 | 15 | 4       | 47       | 12   | 12   |
| 3     | Cha Myeong-jong       | 5-0-2  | 250  | 151   | 1,655 | 2,352 | 15 | 3       | 9        | 18   | 14   |
| 4     | Lütfi Çenet           | 4-1-2  | 234  | 145   | 1,613 | 2,052 | 13 | 2       | 13       | 9    | 8    |
| 5     | Choi Sung-won         | 4-0-3  | 212  | 132   | 1,606 | 2,130 | 12 | 1       | −12      | 12   | 11   |
| 6     | Daniel Sánchez        | 3-1-3  | 285  | 143   | 1,993 | 3,235 | 10 | 2       | 64       | 15   | 14   |
| 7     | Kim Dong-hoon         | 1-0-6  | 196  | 157   | 1,248 | 1,545 | 3  | −6      | −63      | 17   | 10   |
| 8     | Therese Klompenhouwer | 0-0-7  | 148  | 156   | 0,948 | -     | 0  | −12     | −149     | 8    | 7    |

## Zweite Runde (Last 16)
Platz 1 bis 4 qualifizierten sich für die dritte Runde (Last 8).
| Platz | Name               | Spiele | Pkte | Aufn. | GD    | BED   | MP | Ba-Sets | Ba-Score | 1.HS | 2.HS |
| ----- | ------------------ | ------ | ---- | ----- | ----- | ----- | -- | ------- | -------- | ---- | ---- |
| 1     | Dick Jaspers       | 5-1-1  | 285  | 105   | 2,714 | 3,428 | 16 | 6       | 108      | 19   | 15   |
| 2     | Lütfi Çenet        | 4-1-2  | 259  | 123   | 2,105 | 2,733 | 13 | 4       | 36       | 23   | 13   |
| 3     | Tayfun Taşdemir    | 4-0-3  | 228  | 127   | 1,795 | 3,142 | 12 | 3       | 20       | 13   | 13   |
| 4     | Semih Saygıner     | 3-1-3  | 280  | 136   | 2,058 | 3,062 | 10 | 1       | 13       | 15   | 14   |
| 5     | Trần Quyết Chiến   | 3-1-3  | 232  | 118   | 1,966 | 3,066 | 10 | 0       | −7       | 13   | 12   |
| 6     | Nguyễn Quốc Nguyện | 3-0-4  | 195  | 119   | 1,638 | 2,235 | 9  | −2      | −29      | 12   | 9    |
| 7     | Eddy Merckx        | 2-2-3  | 235  | 139   | 1,690 | 2,421 | 8  | −3      | −42      | 13   | 8    |
| 8     | Choi Wan-young     | 1-0-6  | 196  | 130   | 1,507 | 2,050 | 3  | −9      | −99      | 11   | 7    |

| Platz | Name                   | Spiele | Pkte | Aufn. | GD    | BED   | MP | Ba-Sets | Ba-Score | 1.HS | 2.HS |
| ----- | ---------------------- | ------ | ---- | ----- | ----- | ----- | -- | ------- | -------- | ---- | ---- |
| 1     | Torbjörn Blomdahl      | 5-1-1  | 308  | 157   | 1,961 | 2,944 | 16 | 6       | 93       | 17   | 13   |
| 2     | Murat Naci Çoklu       | 5-0-2  | 257  | 123   | 2,089 | 3,466 | 15 | 6       | −2       | 14   | 10   |
| 3     | Kim Jun-tae            | 5-0-2  | 285  | 150   | 1,900 | 2,739 | 15 | 5       | 28       | 16   | 12   |
| 4     | Hwang Bong-joo         | 4-1-2  | 247  | 155   | 1,593 | 2,173 | 13 | 0       | −20      | 11   | 9    |
| 5     | Heo Jung-han           | 4-0-3  | 286  | 136   | 2,102 | 2,550 | 12 | 4       | 59       | 11   | 11   |
| 6     | Cha Myeong-jong        | 2-0-5  | 247  | 148   | 1,668 | 1,615 | 6  | −5      | −46      | 12   | 11   |
| 7     | Nikos Polychronopoulos | 1-0-6  | 231  | 161   | 1,434 | 1,807 | 3  | −8      | −53      | 8    | 8    |
| 8     | Seo Chang-hoon         | 1-0-6  | 198  | 148   | 1,337 | 2,300 | 3  | −8      | −59      | 9    | 6    |

## Dritte Runde (Last 8)
Platz 1 bis 4 qualifizierten sich für die KO-Runde (Last 4).
| Platz | Name              | Spiele | Pkte | Aufn. | GD    | BED   | MP | Ba-Sets | Ba-Score | 1.HS | 2.HS |
| ----- | ----------------- | ------ | ---- | ----- | ----- | ----- | -- | ------- | -------- | ---- | ---- |
| 1     | Dick Jaspers      | 5-0-2  | 250  | 115   | 2,173 | 3,416 | 15 | 6       | 45       | 13   | 10   |
| 2     | Hwang Bong-joo    | 5-0-2  | 258  | 138   | 1,869 | 2,350 | 15 | 3       | 33       | 9    | 9    |
| 3     | Kim Jun-tae       | 4-1-2  | 246  | 140   | 1,757 | 2,315 | 13 | 1       | −43      | 12   | 11   |
| 4     | Torbjörn Blomdahl | 4-0-3  | 257  | 141   | 1,822 | 2,666 | 12 | 1       | 42       | 11   | 11   |
| 5     | Semih Saygıner    | 3-1-3  | 260  | 138   | 1,884 | 3,000 | 10 | 0       | −12      | 12   | 11   |
| 6     | Lütfi Çenet       | 2-1-4  | 220  | 133   | 1,654 | 2,250 | 7  | −4      | −28      | 10   | 8    |
| 7     | Murat Naci Çoklu  | 2-0-5  | 243  | 141   | 1,723 | 1,894 | 6  | −2      | −19      | 10   | 9    |
| 8     | Tayfun Taşdemir   | 1-1-5  | 262  | 131   | 2,000 | 3,500 | 4  | −5      | −18      | 18   | 12   |

### Platzierungsspiele
| Platz                | Name              | 1.Satz | 2.Satz | 3.Satz | Pkte | Aufn. | GD    | MP | HS1 | HS2 |
| -------------------- | ----------------- | ------ | ------ | ------ | ---- | ----- | ----- | -- | --- | --- |
| Gruppe Platz 3 vs. 4 |                   |        |        |        |      |       |       |    |     |     |
| -                    | Kim Jun-tae       | 26(8)  | 13(7)  | 12(4)  | 51   | 19    | 2,684 | 2  | 11  | 9   |
| 4                    | Torbjörn Blomdahl | 7(7)   | 21(8)  | 7(4)   | 35   | 19    | 1,842 | 0  | 9   | 6   |
| Gruppe Platz 2 vs. 3 |                   |        |        |        |      |       |       |    |     |     |
| -                    | Hwang Bong-joo    | 20(7)  | 16(6)  | 9(5)   | 45   | 18    | 2,500 | 2  | 9   | 6   |
| 3                    | Kim Jun-tae       | 11(6)  | 16(6)  | 13(4)  | 40   | 16    | 2,500 | 0  | 8   | 7   |
| Endspiel             |                   |        |        |        |      |       |       |    |     |     |
| 1                    | Dick Jaspers      | 18(10) | 17(8)  | 23(7)  | 58   | 25    | 2,320 | 2  | 13  | 10  |
| 2                    | Hwang Bong-joo    | 3(10)  | 11(8)  | 4(7)   | 18   | 25    | 0,720 | 0  | 3   | 2   |

## Erste Runde (Rang 17–32)
Platz 1 bis 4 qualifizierten sich für die Platzierungsspiele.
| Platz | Name                  | Spiele | Pkte | Aufn. | GD    | BED   | MP | Ba-Sets | Ba-Score | 1.HS | 2.HS |
| ----- | --------------------- | ------ | ---- | ----- | ----- | ----- | -- | ------- | -------- | ---- | ---- |
| 1     | Lee Choong-bok        | 6-0-1  | 276  | 153   | 1,803 | 2,647 | 18 | 8       | 95       | 14   | 11   |
| 2     | Daniel Sánchez        | 6-0-1  | 296  | 148   | 2,000 | 2,296 | 18 | 8       | 90       | 14   | 11   |
| 3     | Kim Haeng-jik         | 4-2-1  | 310  | 134   | 2,313 | 3,000 | 14 | 6       | 89       | 18   | 13   |
| 4     | Cho Chi-yeon          | 3-0-4  | 226  | 144   | 1,569 | 1,730 | 9  | −1      | 6        | 16   | 8    |
| 5     | Kim Dong-hoon         | 3-0-4  | 178  | 158   | 1,126 | 1,500 | 9  | −4      | −54      | 6    | 5    |
| 6     | Antonio Montes        | 2-1-4  | 229  | 183   | 1,251 | 1,900 | 7  | 9       | −59      | 9    | 9    |
| 7     | Therese Klompenhouwer | 1-2-4  | 181  | 166   | 1,090 | 1,681 | 5  | −6      | −74      | 5    | 5    |
| 8     | Han Ji-eun            | 0-1-6  | 161  | 169   | 0,952 | 1,030 | 1  | −11     | −93      | 7    | 6    |

| Platz | Name             | Spiele | Pkte | Aufn. | GD    | BED   | MP | Ba-Sets | Ba-Score | 1.HS | 2.HS |
| ----- | ---------------- | ------ | ---- | ----- | ----- | ----- | -- | ------- | -------- | ---- | ---- |
| 1     | Dion Nelin       | 6-0-1  | 291  | 185   | 1,572 | 2,285 | 18 | 9       | 86       | 17   | 13   |
| 2     | Sameh Sidhom     | 5-0-2  | 272  | 165   | 1,648 | 2,368 | 15 | 3       | 62       | 12   | 11   |
| 3     | Kang Ja-in       | 4-1-2  | 227  | 152   | 1,493 | 2,800 | 13 | 5       | 37       | 13   | 9    |
| 4     | Roland Forthomme | 4-1-2  | 264  | 145   | 1,820 | 2,117 | 13 | 4       | 67       | 9    | 9    |
| 5     | Choi Sung-won    | 4-0-3  | 230  | 134   | 1,716 | 2,473 | 12 | 3       | 36       | 14   | 10   |
| 6     | Ahn Ji-hun       | 3-0-4  | 251  | 157   | 1,598 | 2,304 | 9  | −1      | 21       | 13   | 12   |
| 7     | Kim Jin-Ah       | 1-0-6  | 158  | 153   | 1,032 | 1,480 | 3  | −9      | −110     | 7    | 5    |
| 8     | Gülşen Degener   | 0-0-7  | 77   | 175   | 0,440 | -     | 0  | −14     | −199     | 5    | 4    |

### Platzierungsspiele
| Platz                  | Name             | 1.Satz | 2.Satz | 3.Satz | Pkte | Aufn. | GD    | MP | HS1 | HS2 |
| ---------------------- | ---------------- | ------ | ------ | ------ | ---- | ----- | ----- | -- | --- | --- |
| Platz 21–24 (Gruppe C) |                  |        |        |        |      |       |       |    |     |     |
| -                      | Kim Haeng-jik    | 11(11) | 16(8)  | 12(7)  | 39   | 26    | 1,500 | 2  | 7   | 7   |
| 24                     | Cho Chi-yeon     | 12(11) | 9(8)   | 2(6)   | 23   | 25    | 0,920 | 0  | 5   | 4   |
| Platz 21–24 (Gruppe D) |                  |        |        |        |      |       |       |    |     |     |
| 23                     | Kang Ja-in       | 13(8)  | 13(10) | 2(2)   | 45   | 18    | 2,500 | 0  | 9   | 6   |
| -                      | Roland Forthomme | 14(8)  | 10(9)  | 17(3)  | 41   | 20    | 2,050 | 2  | 8   | 6   |

| Platz                  | Name             | 1.Satz | 2.Satz | 3.Satz | Pkte | Aufn. | GD    | MP | HS1 | HS2 |
| ---------------------- | ---------------- | ------ | ------ | ------ | ---- | ----- | ----- | -- | --- | --- |
| Platz 19–22 (Gruppe C) |                  |        |        |        |      |       |       |    |     |     |
| 21                     | Daniel Sánchez   | 8(7)   | 35(9)  | 6(6)   | 49   | 22    | 2,227 | 0  | 12  | 6   |
| -                      | Kim Haeng-jik    | 28(7)  | 13(9)  | 12(6)  | 53   | 22    | 2,409 | 2  | 12  | 8   |
| Platz 19–22 (Gruppe D) |                  |        |        |        |      |       |       |    |     |     |
| -                      | Sameh Sidhom     | 16(8)  | 25(8)  |        | 41   | 16    | 2,562 | 2  | 13  | 8   |
| 22                     | Roland Forthomme | 14(9)  | 10(8)  |        | 24   | 14    | 1,411 | 0  | 5   | 5   |

| Platz                  | Name           | 1.Satz | 2.Satz | 3.Satz | Pkte | Aufn. | GD    | MP | HS1 | HS2 |
| ---------------------- | -------------- | ------ | ------ | ------ | ---- | ----- | ----- | -- | --- | --- |
| Platz 17–20 (Gruppe C) |                |        |        |        |      |       |       |    |     |     |
| -                      | Lee Choong-bok | 23(10) | 9(11)  | 11(7)  | 43   | 28    | 1,535 | 2  | 9   | 8   |
| 20                     | Kim Haeng-jik  | 8(9)   | 15(12) | 5(7)   | 28   | 28    | 1,000 | 0  | 6   | 4   |
| Platz 17–20 (Gruppe D) |                |        |        |        |      |       |       |    |     |     |
| -                      | Dion Nelin     | 15(11) | 21(14) | 14(4)  | 50   | 29    | 1,724 | 2  | 6   | 4   |
| 19                     | Sameh Sidhom   | 17(12) | 11(13) | 12(4)  | 40   | 29    | 1,379 | 0  | 5   | 4   |

| Platz       | Name           | 1.Satz | 2.Satz | 3.Satz | Pkte | Aufn. | GD    | MP | HS1 | HS2 |
| ----------- | -------------- | ------ | ------ | ------ | ---- | ----- | ----- | -- | --- | --- |
| Platz 17–18 |                |        |        |        |      |       |       |    |     |     |
| 17          | Lee Choong-bok | 21(9)  | 18(5)  | 12(5)  | 51   | 19    | 2,684 | 2  | 9   | 8   |
| 18          | Dion Nelin     | 10(8)  | 20(6)  | 10(5)  | 40   | 19    | 2,105 | 0  | 5   | 5   |

## Abschlusstabelle
| MP    | Match Punkte (Sieger = 2; Unentschieden = 1; Verlierer = 0) |
| SV    | Satzverhältnis (nur bei Turnieren im Satzsystem)            |
| Pkte. | Erzielte Karambolagen                                       |
| Aufn. | benötigte Aufnahmen                                         |
| GD    | Generaldurchschnitt                                         |
| MGD   | Mannschafts-Generaldurchschnitt                             |
| BED   | Bester Einzeldurchschnitt eines Spielers                    |
| BEMD  | Bester Einzeldurchschnitt einer Mannschaft                  |
| BSD   | Bester Satzdurchschnitt eines Spielers                      |
| HS    | Höchstserie                                                 |
| WRP   | Weltranglistenpunkte                                        |

| Endklassement | Endklassement          | Endklassement | Endklassement | Endklassement | Endklassement | Endklassement | Endklassement | Endklassement | Endklassement | Endklassement | Endklassement | Endklassement |
| Platz         | Name                   | Spiele        | G-U-V         | Pkte          | Aufn.         | GD            | BED           | MP            | Ba-Sets       | Ba-Score      | 1.HS          | 2.HS          |
| ------------- | ---------------------- | ------------- | ------------- | ------------- | ------------- | ------------- | ------------- | ------------- | ------------- | ------------- | ------------- | ------------- |
| 1             | Dick Jaspers           | 22            | 17-1-4        | 868           | 376           | 2,308         | 3,769         | 52            | 25            | 312           | 20            | 19            |
| 2             | Hwang Bong-joo         | 23            | 14-1-8        | 794           | 485           | 1,637         | 3,000         | 43            | 3             | −4            | 11            | 10            |
| 3             | Kim Jun-tae            | 23            | 16-1-6        | 914           | 493           | 1,853         | 2,809         | 49            | 14            | 48            | 16            | 14            |
| 4             | Torbjörn Blomdahl      | 22            | 14-1-7        | 841           | 456           | 1,844         | 2,944         | 43            | 8             | 156           | 17            | 13            |
| 5             | Semih Saygıner         | 21            | 10-2-9        | 803           | 438           | 1,833         | 3,062         | 32            | 2             | 26            | 15            | 14            |
| 6             | Lütfi Çenet            | 21            | 10-3-8        | 713           | 401           | 1,778         | 2,733         | 33            | 2             | 21            | 23            | 13            |
| 7             | Murat Naci Çoklu       | 21            | 12-0-9        | 802           | 403           | 1,990         | 3,466         | 36            | 11            | 46            | 14            | 14            |
| 8             | Tayfun Taşdemir        | 21            | 10-1-10       | 752           | 383           | 1,963         | 3,500         | 31            | 4             | 93            | 18            | 13            |
| 9             | Heo Jung-han           | 14            | 8-0-6         | 520           | 261           | 1,992         | 2,550         | 24            | 5             | 49            | 11            | 11            |
| 10            | Trần Quyết Chiến       | 14            | 8-1-5         | 513           | 263           | 1,950         | 3,066         | 25            | 5             | 95            | 13            | 12            |
| 11            | Nguyễn Quốc Nguyện     | 14            | 6-2-6         | 416           | 275           | 1,512         | 2,235         | 20            | −1            | −5            | 12            | 10            |
| 12            | Cha Myeong-jong        | 14            | 7-0-7         | 497           | 299           | 1,662         | 2,352         | 21            | −2            | −35           | 18            | 14            |
| 13            | Eddy Merckx            | 14            | 7-3-4         | 523           | 289           | 1,809         | 2,650         | 24            | 5             | 59            | 20            | 13            |
| 14            | Nikos Polychronopoulos | 14            | 6-0-8         | 512           | 303           | 1,689         | 2,368         | 18            | −3            | −15           | 12            | 10            |
| 15            | Seo Chang-hoon         | 14            | 6-0-8         | 446           | 299           | 1,491         | 2,352         | 18            | −4            | −12           | 12            | 12            |
| 16            | Choi Wan-young         | 14            | 5-0-9         | 407           | 249           | 1,634         | 2,050         | 15            | −8            | −114          | 12            | 11            |
| 17            | Lee Choong-bok         | 16            | 10-1-5        | 602           | 366           | 1,644         | 2,684         | 31            | 8             | 92            | 14            | 11            |
| 18            | Dion Nelin             | 16            | 10-1-5        | 640           | 396           | 1,616         | 4,000         | 31            | 10            | 79            | 17            | 14            |
| 19            | Sameh Sidhom           | 16            | 9-0-7         | 585           | 380           | 1,539         | 2,562         | 27            | 2             | 66            | 14            | 13            |
| 20            | Kim Haeng-jik          | 17            | 10-2-5        | 696           | 348           | 2,000         | 3,000         | 30            | 8             | 88            | 18            | 14            |
| 21            | Daniel Sánchez         | 15            | 9-1-5         | 630           | 313           | 2,012         | 3,235         | 28            | 9             | 150           | 15            | 14            |
| 22            | Roland Forthomme       | 16            | 6-1-9         | 552           | 354           | 1,559         | 2,117         | 19            | −3            | 49            | 9             | 9             |
| 23            | Kang Ja-in             | 15            | 5-2-8         | 477           | 320           | 1,490         | 2,800         | 17            | −1            | −3            | 13            | 13            |
| 24            | Cho Chi-yeon           | 15            | 6-0-9         | 449           | 314           | 1,429         | 1,882         | 18            | −2            | −12           | 16            | 9             |
| 25            | Choi Sung-won          | 14            | 8-0-6         | 442           | 266           | 1,661         | 2,473         | 24            | 4             | 24            | 14            | 12            |
| 26            | Kim Dong-hoon          | 14            | 4-0-10        | 374           | 315           | 1,187         | 1,545         | 12            | −10           | −117          | 17            | 10            |
| 27            | Ahn Ji-hun             | 14            | 6-0-8         | 482           | 333           | 1,447         | 2,304         | 18            | −4            | −33           | 13            | 12            |
| 28            | Antonio Montes         | 14            | 4-1-9         | 445           | 349           | 1,275         | 2,217         | 13            | 3             | −108          | 9             | 9             |
| 29            | Therese Klompenhouwer  | 14            | 1-2-11        | 329           | 322           | 1,021         | 1,681         | 5             | −18           | −223          | 8             | 7             |
| 30            | Kim Jin-Ah             | 14            | 2-0-12        | 306           | 315           | 0,971         | 1,480         | 6             | −20           | −228          | 10            | 7             |
| 31            | Han Ji-eun             | 14            | 1-1-12        | 315           | 328           | 0,960         | 1,030         | 4             | −21           | −208          | 7             | 7             |
| 32            | Gülşen Degener         | 14            | 1-0-13        | 183           | 353           | 0,518         | 0,821         | 3             | −25           | −368          | 5             | 4             |